# Siwapitek
Siwapitek (Sivapithecus) – rodzaj kopalnych małp człekokształtnych żyjących w epoce miocenu (ok. 12,5-8,5 mln lat temu) na terenie współczesnych północnych Indii, Pakistanu i Nepalu. 
Siwapiteki charakteryzowały się pionową postawą ciała, miały stosunkowo zręczne ręce. Czaszki miały typowo małpie, ale zauważalna była redukcja wielkości zębów. Miały silnie umięśnione żuchwy. Szczątki siwapiteków odkryto w Indiach, Nepalu i Pakistanie. Przypuszczano, że siwapiteki mogły być przodkami australopiteków i innych hominidów, ale obecnie uważa się, że są one bliżej spokrewnione z orangutanami i uchodzą za przodków tych ostatnich. Obecnie wraz z orangutanami zaliczane są do podrodziny Ponginae.
|  | \| \| †Sivapithecus \| \| \| \| \| \| Pongo \| \| \| \| |
|  |                                                         |
|  | †Sivapithecus                                           |
|  |                                                         |
|  | Pongo                                                   |
|  |                                                         |

|  | †Sivapithecus |
|  |               |
|  | Pongo         |
|  |               |

|  | \| \| †Sivapithecus \| \| \| \| \| \| Pongo \| \| \| \| |
|  |                                                         |
|  | †Sivapithecus                                           |
|  |                                                         |
|  | Pongo                                                   |
|  |                                                         |

|  | †Sivapithecus |
|  |               |
|  | Pongo         |
|  |               |

Do tego rodzaju zaliczono również skamieniałości pierwotnie zaliczane do rodzaju  Ramapithecus. Okazało się jednak, że szczątki uznane za ramapiteka należały do samicy siwapiteka.